# فيكتور أرتيغا
فيكتور أرتيغا (بالإسبانية: Víctor Arteaga)‏ مواليد 7 يوليو 1992 في قونكة، هو لاعب كرة سلة محترف إسباني بدأ مسيرته الاحترافية في سنة 2010 يلعب مع فريق سي بي مورسيا في الدوري الإسباني لكرة السلة كلاعب وسط ويحمل الرقم 35.

## روابط خارجية
- فيكتور أرتيغا على موقع الدوري الأوروبي لكرة السلة (الإنجليزية)
- فيكتور أرتيغا على موقع الدوري الإسباني لكرة السلة (الإسبانية)
- فيكتور أرتيغا على موقع كرة السلة الأوروبية.كوم (الإنجليزية)
- فيكتور أرتيغا على موقع ريلجم (الإنجليزية)
- فيكتور أرتيغا على موقع بروبوليرز (الإنجليزية)
- فيكتور أرتيغا على موقع سبورتس رفرنس (الإنجليزية)